# Eckental
Eckental là một đô thị thuộc huyện Erlangen-Höchstadt, trong bang Bayern, nước Đức. Đô thị Eckental có diện tích 29,71 km², dân số thời điểm 31 tháng 12 năm 2006 là 14.179 người. Eckental có cự lỵ 14 km về phía đông Erlangen, và 16 km về phía đông bắc Nuremberg.